# Amphitretus pelagicus
Amphitretus pelagicus, também conhecida pelo nome comum polvo-telescópio, é uma espécie de polvo pelágico encontrada nas regiões tropicais e subtropicais dos oceanos Índico e Pacífico.

## Descrição
Seu corpo é transparente, quase incolor, e possui 8 braços, todos do mesmo tamanho. Seu comprimento máximo é de 30 centímetros e seu corpo é encurtado no eixo ântero-posterior. A orientação para cima dos seus olhos telescópicos e tubulares é usada para detecção de presas. As espécies jovens parecem ocorrer em zonas mesopelágicas, durante o dia. Também é visto, raramente, em manguezais. Os braços apresentam uma fileira de ventosas proximal, mas duas fileiras próximas às pontas dos braços. O manto é fundido à extremidade posterior do funil, deixando três aberturas na cavidade do manto. Uma é o orifício do funil e as outras duas são os restos da abertura do manto localizada lateralmente ao funil. Os olhos estão em posição dorsal, de formato tubular e com as bases em contato; entretanto, os eixos ópticos divergem em 70 graus. Este é o único octópode conhecido por ter olhos tubulares. O estômago é relatado como anterior à glândula digestiva, mas na realidade é localizado superfície dorsal da glândula. O terceiro braço direito é hectocótilo.

## Ciclo de vida e acasalamento
Pouco se sabe sobre o ciclo de vida e a biologia desta espécie.
Adultos machos e fêmeas geralmente morrem logo após a desova e incubação, respectivamente. Os machos realizam várias exibições para atrair fêmeas em potencial para a cópula. Durante a cópula, o macho agarra a fêmea e insere o hectocótilo na cavidade do manto da fêmea, onde geralmente ocorre a fertilização. Os embriões eclodem no estágio planctônico e vivem por algum tempo antes de crescerem e assumirem uma existência bêntica como adultos.